# Bab Taza
Bab Taza (arab. باب تازة, Bāb Tāza; fr. Bab Taza) – miejscowość w północnym Maroku, w regionie Tanger-Tetuan-Al-Husajma, w prowincji Szafszawan. W 2014 roku liczyła 5905 mieszkańców.